# Epigonus crassicaudus
Epigonus crassicaudus, que recibe en Chile el nombre de besugo, es una especie de pez distribuida fundamentalmente por aguas del sudeste del océano Pacífico cerca de las costas de Chile.
Esta especie suele ser capturada por la flota pesquera de arrastre de aguas profundas, junto con alfonsino (Beryx splendans) y reloj anaranjado (Hoplostethus atlanticus) en el talud continental y montes submarinos, donde habitan a profundidades ente 180 y 400 m, aunque los juveniles pueden ser pescados en aguas de menos profundidad.